# Hermes Quijada International Airport
Hermes Quijada International Airport (tyska: Hermes Quijada Flughafen, franska: Aéroport international Gob. Ramón Trejo Noel, Aéroport de Río Grande, tyska: Flughafen Río Grande, Hermes Quijada Flughafen Río Grande) är en flygplats i Argentina.   Den ligger i provinsen Eldslandet, i den södra delen av landet, 2 300 km söder om huvudstaden Buenos Aires. Hermes Quijada International Airport ligger 19 meter över havet. Arean är 684 kvadratkilometer.
Terrängen runt Hermes Quijada International Airport är platt. Havet är nära Hermes Quijada International Airport åt nordost. Närmaste större samhälle är Río Grande, 2,8 km öster om Hermes Quijada International Airport. 
Trakten runt Hermes Quijada International Airport består i huvudsak av gräsmarker. Runt Hermes Quijada International Airport är det mycket glesbefolkat, med 5 invånare per kvadratkilometer.